# ليوبانشيو
ليوبانشيو (بالإنجليزية: Liupanshui)‏ هي مدينة على مستوى محافظة ‏ تقع في الصين في قويتشو. يقدر عدد سكانها بـ 2,830,000 نسمة ومساحتها 9,926 كم2 .